# Malay
Malay – miejscowość i gmina we Francji, w regionie Burgundia-Franche-Comté, w departamencie Saona i Loara.
Według danych na rok 1990 gminę zamieszkiwało 200 osób, a gęstość zaludnienia wynosiła 16 osób/km² (wśród 2044 gmin Burgundii Malay plasuje się na 711. miejscu pod względem liczby ludności, natomiast pod względem powierzchni na miejscu 770.).